# 金沙江路站
金沙江路站位于中华人民共和国上海市普陀区凯旋北路与宁夏路交叉口，是上海地铁3号线、4号线与13号线的地铁换乘站。3号线和4号线车站位于路口北侧，呈南北向；13号线车站主体位于路口西侧，呈东西向。两个站台在付费区内有一条换乘通道连通。

## 车站历史

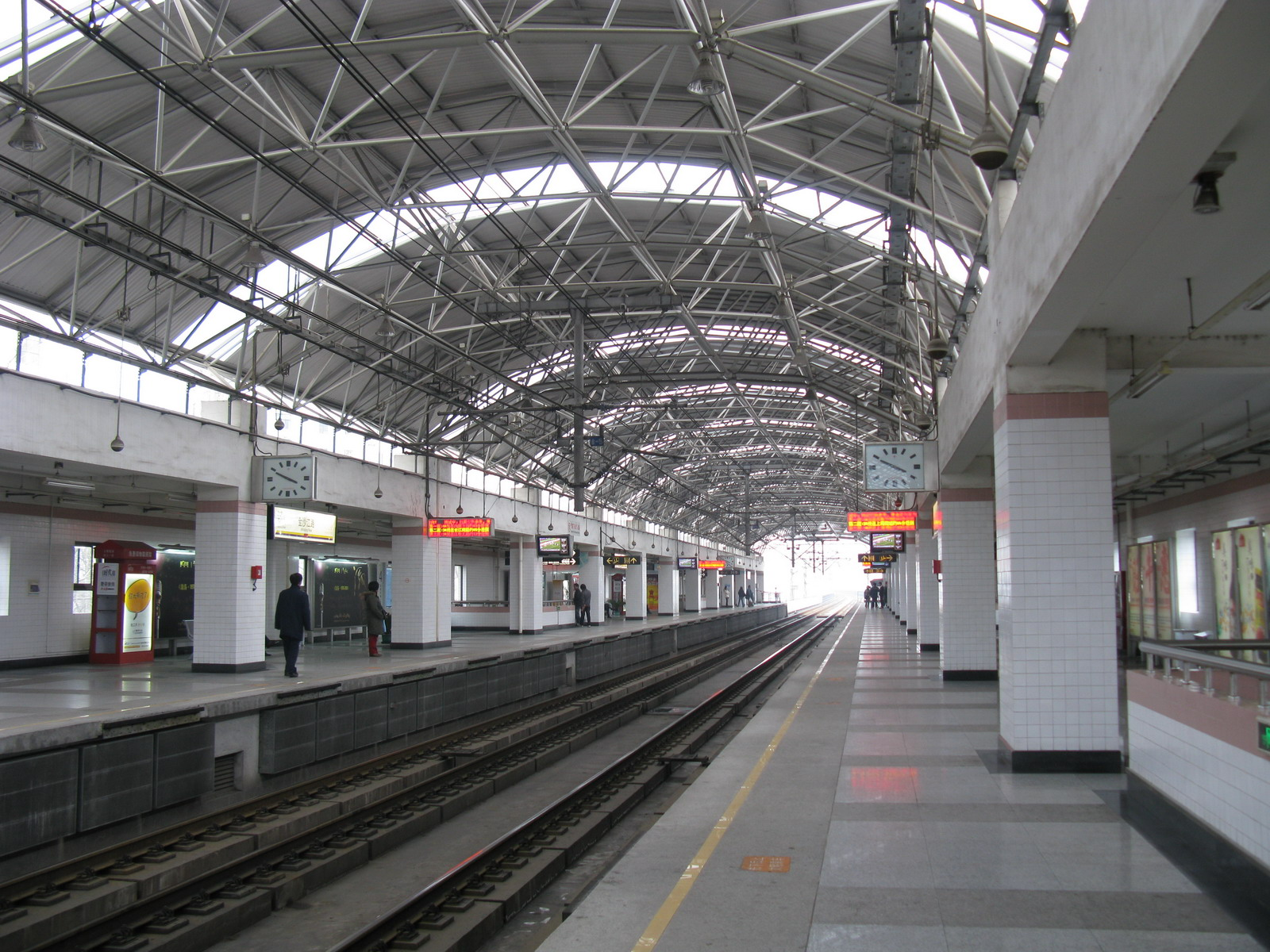
安装半高屏蔽门前的3、4号线站台

- 金沙江路站原址为沪杭铁路内环线，1997年7月铁轨拆除用以建设3号线和金沙江路站[1]。
- 2000年12月26日：3号线金沙江路站启用。
- 2005年12月31日：4号线开通，虹桥路站至宝山路站成为3号线及4号线共线段，因而变成二线换乘站。
- 2011年10月31日：因配合13号线金沙江路站换乘通道建设施工，金沙江路站1号口封闭，同时新增2、3号口。但由于说明和导向标志不明显，1号口封闭后仍旧有许多乘客被误导至1号口出站[2]。
- 2012年12月30日：13号线金沙江路站启用。

## 车站结构

### 车站楼层
金沙江路站共有5层。地上二层为3号线及4号线站台，地面为3号线及4号线车站大厅，地下一层为换乘通道，地下二层为13号线车站大厅，地下三层为13号线站台。13号线以本站为终点站的2012年12月30日至2014年11月1日间，列车利用大渡河路站存车线折返，在本站与大渡河路站间单线拉风箱运营，仅使用北侧站台。
| 地上二层 | 侧式站台，右侧开门 | 侧式站台，右侧开门                             | 侧式站台，右侧开门 | 侧式站台，右侧开门 |
|          |                    | █ 3号线 往上海南站、 █ 4号线 外环（中山公园）  |                    |                    |
|          |                    | █ 3号线 往江杨北路、 █ 4号线 内环（曹杨路）    |                    |                    |
|          | 侧式站台，右侧开门 |                                                |                    |                    |
| 地面层   | 3、4号线站厅       | 1-3、5出入口、票务服务、自动售票机、人工服务台 |                    |                    |
| 地下一层 | 换乘通道           |                                                |                    |                    |
| 地下二层 | 13号线站厅         | 6出入口、票务服务、自动售票机、人工服务台      |                    |                    |
| 地下三层 | ①站台              | █ 13号线 往金运路（大渡河路）                  |                    |                    |
|          | 岛式站台，左侧开门 |                                                |                    |                    |
|          | ②站台              | █ 13号线 往张江路（隆德路）                    |                    |                    |

### 3、4号线车站
3、4号线金沙江路站沿原沪杭铁路内环线布置，位于金沙江路凯旋路西北角，为高架车站。车站呈南北向布置，在车站的东西侧墙面分别设有两个非付费区，两个非付费区内互不相通，内部均设有自助售票机、安检设备和进出站闸机。站厅付费区占据车站一层的大部分面积，设有各类商店。
3、4号线车站站台位于高架二层，设有两个侧式站台。其中西侧站台供3号线列车往上海南站站、4号线外圈列车使用；东侧站台为3号线列车往江杨北路站、4号线内圈列车使用。每个站台均设有半高屏蔽门和候车座椅，并有4个楼梯通往站厅层。

### 13号线车站
13号线金沙江路站沿金沙江路布置，呈东西向，为地下车站，车站色系为黄色。车站站厅位于地下二层，呈直角梯形状，其中站厅北侧呈直角三角形的部分通往月星环球港的6号口。站厅内设有自助售票机、安检设备、服务中心和进出站闸机。
13号线车站位于地下三层，为岛式站台，设有站台屏蔽门。其中一个供往金运路方向列车使用，另一个供往张江路方向列车使用。由于13号线曾为上海世博会期间的服务线路，故13号线车站站名墙背景为新加坡馆。

### 换乘通道
金沙江路站换乘通道位于地下一层，呈“7”字形布置。换乘通道从3、4号线车站站厅南侧（原1号口处）开始，经过3、4号线车站南延长线、金沙江路到达13号线站厅。站厅装修以黄色为主，全程步行时间大致为5分钟。

## 车站出入口
金沙江路站目前开放5个出入口，其中2-3号口连通3/4号线站厅，1、5-6号口连通13号线站厅，其中6号口与13号线站厅位于同一层，连通13号线站厅与上海环球港。原属于3/4号线旧1号口因改建为换乘通道而拆除，各出入口如下所示：
| 出口编号             | 出口指示                             | 照片                 |
| 连通 3号线 4号线站厅 | 连通 3号线 4号线站厅                 | 连通 3号线 4号线站厅 |
| -------------------- | ------------------------------------ | -------------------- |
| 2 · 出口 · （设有）  | 宁夏路，凯旋北路                     |                      |
| 3 · 出口             | 宁夏路，凯旋北路                     |                      |
| 连通 13号线站厅      |                                      |                      |
| 1 · 出口             | 宁夏路，凯旋北路，中山北路，金沙江路 |                      |
| 5 · 出口             | 宁夏路，金沙江路，中山北路           |                      |
| 6 · 出口 · （设有）  | 宁夏路，金沙江路，中山北路，环球港   |                      |
| 图例： 设有 \| 设有  |                                      |                      |

## 接驳交通

### 公交
67、69、136、216、224、309、754、765、829、856、909、947

## 车站周边
- 月星环球港
- 华东师范大学
- 伸大厦
- 海棠大厦
- 银都名庭
- 金沙江小区
- 白玉新村
- 曹杨五村
- 泰富苑

## 影像
- 3、4号线金沙江路站附近的高架路軌
- 一列4号线列車正在離開金沙江路站